# Ключево (Вольштинський повіт)
Ключево (пол. Kluczewo) — село в Польщі, у гміні Пшемент Вольштинського повіту Великопольського воєводства.
Населення — 671 особа (2011).
У 1975-1998 роках село належало до Лешненського воєводства.

## Демографія
Демографічна структура станом на 31 березня 2011 року:
|          | Загалом | Допрацездатний вік | Працездатний вік | Постпрацездатний вік |
| -------- | ------- | ------------------ | ---------------- | -------------------- |
| Чоловіки | 353     | 88                 | 237              | 28                   |
| Жінки    | 318     | 74                 | 189              | 55                   |
| Разом    | 671     | 162                | 426              | 83                   |